# 娛樂和休閒軟件發行商組織

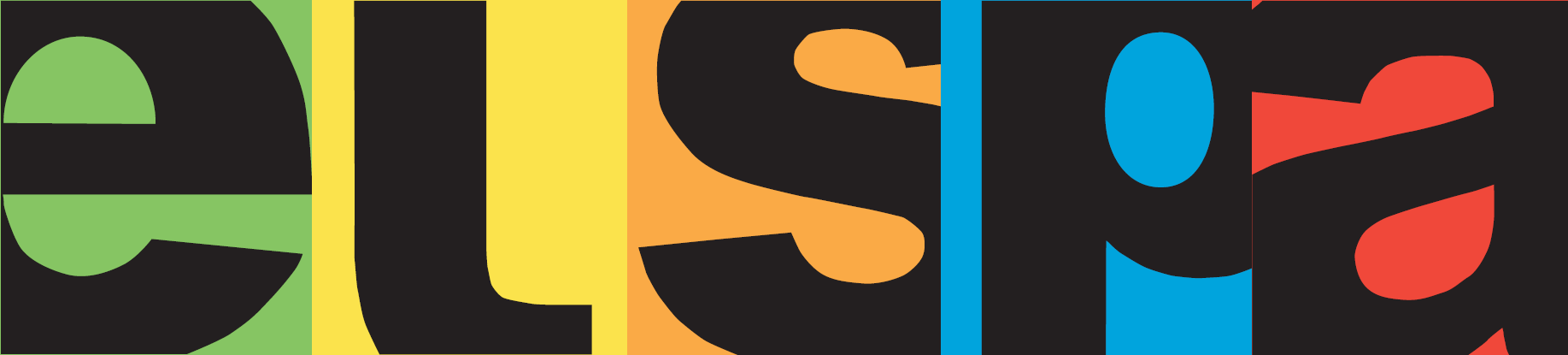
ELSPA的標誌

娱乐和休闲软件发行商组织（Entertainment and Leisure Software Publishers Association），簡稱ELSPA，是一个位于英国的由游戏发行商创立的组织，成立于1989年，原名為欧洲休闲软件发行商组织（European Leisure Software Publishers Association），2002年开始改用现名。
1994年到2003年之间，ELSPA主动地对由英国电影分级委员会（BBFC）豁免的游戏进行了分级。等级分为四类，分别为3、11、15、18岁以上适合。后来由泛欧游戏信息组织（PEGI）所取代。
ELSPA负责对英国境内销售的电脑游戏进行管理，并且进行打击盗版的工作。